# Christian Franz-Pohlmann
Christian Franz-Pohlmann (* 15. August 1980 in Versmold) ist ein deutscher Fußballtrainer.

## Werdegang
Seine Trainerkarriere begann er bei den männlichen U-19-Jugenden von Preußen Münster in der Bundesliga West und FC Gütersloh 2000 und trainierte ab 2009 die Männermannschaft des VfL Sassenberg in der Bezirksliga. Im Sommer 2011 übernahm er die B-Juniorinnen des FSV Gütersloh 2009, die sich ein Jahr später für die neu geschaffene Bundesliga qualifizierten. 2013 wurden die Gütersloherinnen nach einer 1:3-Finalniederlage gegen den FC Bayern München deutscher Vizemeister. In den folgenden beiden Jahren erreichte die Mannschaft von Franz-Pohlmann jeweils das Halbfinale.
Zur Saison 2015/16 übernahm Christian Franz-Pohlmann die erste Frauenmannschaft des FSV Gütersloh 2009 in der 2. Bundesliga Nord und arbeitete noch Vollzeit in seinem gelernten Beruf als Dachdecker. Am Saisonende wechselte Franz-Pohlmann zum Bundesligisten FF USV Jena, wo er bereits im November 2016 freigestellt wurde. Zur Saison 2017/18 übernahm Franz-Pohlmann als Nachfolger von Inka Grings die Frauenmannschaft des MSV Duisburg. Dort wurde er im Februar 2018 wieder entlassen, nachdem die Mannschaft aus den elf Hinrundenspielen ohne Punktgewinn geblieben war.
Zur Rückrunde der Saison 2018/19 übernahm Franz-Pohlmann die B-Juniorinnen des FSV Gütersloh 2009.